# 迪克·齐默
迪克·齐默（英語：Dick Zimmer，1944年—）是一位美国新泽西州美國共和黨政治家，曾于1991年至1997年担任美国众议院议员。

## 个人生活
齐默与其妻子Marfy Goodspeed居住在纽泽西州亨特登縣，他们有两个儿子，长子卡尔·齐默是一个科普作家，次子本杰明·齐默是一个语言学家。